# Partido Popular Católico (Áustria-Hungria)
O Partido do Povo Católico era o nome de dois partidos conservadores ativos simultaneamente nos dois componentes da dupla monarquia Áustria-Hungria.

## Partido Austríaco
Partido Popular Católico Austríaco ( em alemão:  Katholische Volkspartei  ) foi formada em 1895, após uma divisão no Conservative Hohenwart-Klub. Seus líderes foram Alfred Ebenhoch e Josef von Dipauli.
A participação no partido, representando os cargos Ultramontanos e Conservadores, não se limitou a uma nacionalidade. O Partido Popular Católico reuniu alemães, poloneses e tchecos, unidos por sua fé católica e pelas conclusões políticas dele tiradas, nas eleições de 1897. Nas eleições de Reichsrat de 1901, perdeu 4 dos 27 assentos.
Juntou-se ao Partido Social Cristão em 1907.

## Partido Húngaro
O Partido Popular Católico Húngaro (Katolikus Néppárt) esteve por iniciativa de Ottokár Prohászka, Conde Nándor Zichy e Conde Miklós Móric Esterházy em 14 de novembro de 1894 (segundo outra fonte, em 28 de janeiro de 1895). O ímpeto para sua criação foi dado pelas reformas legais da década de 1890, que visavam uma separação entre Igreja e Estado, principalmente a introdução do casamento civil - ao qual os fundadores do partido se opunham fortemente.
Durante sua existência, o partido concorreu em cinco eleições (1896, 1901, 1905, 1906 e 1910). Juntou-se ao Bloco de Oposição, que alcançou uma vitória histórica nas eleições de 1905, derrubando o Partido Liberal, que estava no poder desde o Compromisso de 1867 e desencadeando uma grave crise política doméstica. Como membro da Coalizão, confirmada no poder nas eleições de 1906, o Partido Popular foi representado no Segundo Gabinete de Wekerle por Aladár Zichy.
Em 1910, a Coalizão havia se desintegrado e o Partido Popular Católico independente mais uma vez havia sido empurrado para a oposição. Devido ao início da Primeira Guerra Mundial em 1914, nenhuma nova eleição foi realizada até 1920.
O Partido Popular Católico, liderado por Aladár Zichy (que era seu presidente desde 1903), fundiu-se com o Partido Socialista Cristão Nacional em 3 de fevereiro de 1918, com o forte apoio da Associação Socialista Cristã Nacional, para formar o Partido Popular Social Cristão. Este último foi dissolvido e banido durante o tempo da República Soviética da Hungria. Foi restabelecido em 1920, sob o nome de Christian National Association Party.
Em vários momentos, vários jornais foram afiliados ou operados pelo Partido Popular Católico: Estado Húngaro (1868-1908), Constituição (1895-1919), Partido Popular (1899-1909) e Jornal Popular (1910-44).
Durante sua existência, o partido teve três presidentes; o fundador foi Nándor Zichy (1894-? ), János Zichy (? -1903) e finalmente Aladár Zichy (1903-1918). Entre os membros proeminentes do Partido Popular, József Farkas, do condado de Zala, que não apenas trabalhou diligentemente com o conde Nándor Zichy, mas também foi eleito para o parlamento quatro vezes, representando o partido.
Outros membros proeminentes e apoiadores do partido incluem Flórián Strausz de Strauszenbergh, Prelado Papal e Bispo de Alsólendva; István Rakovszky de Nagyrákó e Nagyselmec; Ödön Beniczky de Benice e Micsinye; Miklós Zboray de Zboró; e György Szmrecsányi de Szmrecsány. Um membro entusiasta e militante do Partido Popular foi o Dr. Ferenc Major, diretor médico de Székesfehérvár, que representou o partido ao lado de Károly Kálmán, pároco de Sóskút. Ferenc Darányi, advogado e político, se apresentou pela primeira vez em 1896 como candidato a um programa do Partido Popular no distrito de Szentlőrinc, mas não foi eleito. Em 1901 e mais tarde, ele foi eleito no distrito de Zalabaksa, no condado de Zala.
O condado de Zala era uma das fortalezas do Partido Popular Católico, onde o partido costumava realizar comícios lá: em 31 de maio de 1896, o Partido Popular realizou uma grande manifestação no recinto de feiras em Zalaegerszeg.
O conde Aladár Zichy foi eleito representante em Nagykanizsa em 1896 e de lá representou o distrito com o programa do Partido Popular, do qual foi eleito presidente em 1903, após a renúncia do conde János Zichy.
Resultados das eleições parlamentares: 
| Eleições | Assentos | Razão | Função    |
| -------- | -------- | ----- | --------- |
| 1896     | 18       | 4,36% | oposição  |
| 1901     | 25       | 6,05% | oposição  |
| 1905     | 25       | 6,05% | governo 1 |
| 1906     | 33       | 7,99% | governo 1 |
| 1910     | 13       | 3,14% | oposição  |

1 : Como parte da "oposição aliada"